# サフィズムの舷窓
『サフィズムの舷窓 〜The case of H.B.Polarstar〜』（サフィズムのげんそう ザ ケース オブ H.B.ポーラースター）は、2001年5月18日にライアーソフトから発売されたアダルトゲーム。
2004年7月30日に新シナリオ、CG等が追加、修正されたリメイク版『サフィズムの舷窓 〜an epic〜』が発売された。なお、いずれのタイトルも既にロットアップしており、2006年6月16日からan epic版がDL販売で購入可能となっている。
ゲーム内容は、(犬一匹を除く)登場人物全てが女性の「耽美推理アドベンチャー」である。

## ストーリー
ハンギング・バスケット・ポーラースター（Hanging basket polar-star）という巨船で、レイプ事件が発生する。
普段からレズビアンだと公言する主人公「杏里・アンリエット」は、犯人だという濡れ衣を着せられ、突然の退学処分を言い渡される。退学までの期間は三週間、その間に真犯人を発見するため、恋人や友人たちと、事件解明に奔走する。

## システム
冒頭では、杏里の友人である天京院鼎がコンピュータで予想される次の被害者を在学中の3名に絞込み、その3名のうち1名を選んで杏里が護衛することになる。そしてそのキャラクターは同時に攻略対象となる。

## 舞台
ハンギング・バスケット・ポーラースター（Hanging basket polar-star）（以下H.B.Pという。）は、国家に所属していない超法規的に保護された学園である。それは全長1000メートルという破格の豪華客船内にあり、船内には教室や居住区画はもとより、ゴルフ場、公園、プールその他の遊興施設が備わっており、そのままひとつの町に匹敵する機能を内包して、200人を超える学生に快適な生活を提供している。進水式以来、男性の乗船は一切許されておらず、船長から船員、職員まで、2500名すべて女性で構成されている。
世界中のセレブの娘が集う学校だが、公用語は英語。入学できるのは良家の息女のみで、入学には学力だけでなく、厳しい審査が必要。

## 主要登場人物
杏里・アンリエット（Anri Anriette：あんり-）
声：椎名奏子
本作の主人公。セカンドクラス（2年生）。フランス人と日本人の混血であるが、幼少を日本の関西で過ごしたため、基本的には日本語を話す。英語やフランス語も話せるみたいだが、たまに「超メルシー」などの怪しいフランス語も使う。
大変能天気で学力は低く、どうして入学できたのかは今もわかっていない。
自他共に認めるレズビアンであるが、なぜか自分より年上（厳密には、生まれたのが自分より一秒でも早い女性）には全く魅力を感じない。
プレイ開始当初は、杏里が「子猫ちゃん」と呼ぶ6名の恋人が存在する。
天京院 鼎 （Kanae Tenkyouin：てんきょういん かなえ）
声：関和美
杏里の親友。サードクラス。（3年生）日本人。レイプ事件解決のためのブレーンとしての役割を果たす。
機械工学の天才であり、数々の作品を作り上げるが、なぜかミキサーが大好きで、作品のすべてにミキサーがついており、ときに耐え難い騒音を発する。
コーヒー狂であり、一定時間コーヒーを摂取しないと禁断症状が出る。
本人はレズビアンではないと発言しているが、クールな態度の裏で、杏里に対して並々ならぬ恋愛感情を抱いている。
ファン・ソヨン（Fan Soyoung）
声：草柳順子
攻略キャラの1人。ファーストクラス。（1年生）韓国の鎮海出身。
軍人の娘であり、礼儀正しく真面目。スポーツが得意であるが性格もよく、皆の人気者である。
猫が大好きで、猫グッズをよく集めている。自室には大量のキムチを保管している。
アルマ・ハミルトン（Alma Hamillton）
声：原西希京
攻略キャラの1人。ファーストクラス。スウェーデン出身。林業王の娘。趣味はゴルフや乗馬。
極端な箱入り娘であったため、世事に非常に疎く、友人との会話にもついていけないこともしばしば。
ウェルズという付き人がおり、杏里の接触を常に邪魔しようとする。
アイーシャ・スカーレット・ヤン（Aisha Scarlet Yang）
声：秋本良子
攻略キャラの1人。サードクラス。シンガポール出身。
サードクラスだが、飛び級であるため、実際は杏里よりも年下。これに対して杏里は「ワオ!トレビアーン」などと発言しているが、この発言はアイーシャの学力よりも、年齢に対するものであることが容易に想像できる。
あまり快活な性格ではないようで、友人は少なく、孤立している。
ニコル・ジラルド（Nicolle Gerald）
声：栗原雅子
杏里の「子猫ちゃん」の1人。ファーストクラス。イタリアのフィレンツェ出身。趣味はギャンブル。
以前、杏里と賭けをしたことがあり、それに大負けしたため、しぶしぶ杏里の恋人になったとのことだが、本心は満更でもないようである。
ペットに「コローネ」というボルゾイ犬がおり、H.B.Pでは原則ペットの飼育は禁止なのだが、ほぼ黙認という形で飼っている。また、「コローネ」はオス犬であり、故に乗船の際に大きな問題にもなったようである。
ニキ・バルトレッティ（Niki Baltretti）
声：椎名奏子
杏里の「子猫ちゃん」の1人。ファーストクラス。ドイツ出身。
世界的なアーティストを両親に持つが、ほとんど言葉を喋らないため、両親に見捨てられH.B.Pに入学。
会話はほとんど手話であり、極度の対人恐怖症のため、友達はいないようである。授業にも数回しか顔を出していない。
医師が投げ出したニキの心のケアを杏里が長期間かけて行い、恋人になったようである。
ニコルのペットである、ロシア産のボルゾイ犬「コローネ」を、よく抱いている。
ヘレナ・ブルリューカ（Helena Burliuka）
声：長崎みなみ
杏里の「子猫ちゃん」の1人。セカンドクラス。ロシア出身。
H.B.Pの唯一の風紀委員。生真面目で、素行の悪い杏里をよく監視しており、事あるごとに注意している。
杏里の子猫ちゃん第1号だが、本人は杏里の恋人であることを口では否定している。しかし、やはり満更でもないようであり、杏里によく押し倒されている。
ちなみにカップリング人気投票で1位を獲得しており、ユーザーからの人気も高い。
イライザ・ランカスター（Eliza Lancaster）
声：西田こむぎ
杏里の「子猫ちゃん」の1人。杏里と同年代。イギリス出身。
以前は貿易商のセレブの娘であり、H.B.Pの生徒だったが、両親が事故で行方不明、実家が没落し、後には借金しか残らなかったため、H.B.Pのメイドとして勤務する。生徒のときは杏里を毛嫌いしていたが、現在は杏里の子猫ちゃんであり、忠実なメイドとなっている。
クローエ・ウィザースプーン（Chloe Witherspoon）
声：栗原雅子
杏里の「子猫ちゃん」の1人。セカンドクラス。ギリシャ出身。
ギリシャ正教徒であり、読書とテコンドーが趣味。静寂を好む
父と兄は造船技師であり、H.B.Pの設計も手がけた。故に、クローエもH.B.Pの内部構造には非常に詳しい。
図書館で読書にふけっては杏里に邪魔され、その度に杏里にかかと落としを決めている。
アンシャーリー・バンクロフト（AnneShirley Bancroft）
声：本山友美
杏里の「子猫ちゃん」の1人。ファーストクラス。コロンビア出身。
国内最大の製薬会社の社長の娘というのが定説だが、実態はどうやら麻薬農場の元締めの娘らしい。
常に怪しげな薬を持ち歩き、自分が飲んだり人に飲ませたりする。不思議発言も多いが、最低限の常識は持っているようである。
クレア（Clare）
声：三園あすか
ビジタークラスの生徒。（H.B.Pには、将来入学を希望している者のために、3ヶ月間の体験入学制度があり、その生徒をビジターと呼び、そのクラスをビジタークラスと呼んでいる）
常に友人のミリエラやコーと行動を共にしている。杏里に興味がある。
ミリエラ（Mirriela）
声：長崎みなみ
ビジタークラスの生徒。常に友人のクレアやコーと行動を共にしている。レズビアンの杏里に興味があり、自身もレズビアンとしての才能をここで開花させることとなる。
コー（Coe）
声：春野日和
ビジタークラスの生徒。常に友人のクレアやミリエラと行動を共にしている。何にでも興味津々なお年頃である。

## WEB配信シナリオ(追加シナリオ)
公式ページからダウンロードできる、追加シナリオ用のパッチファイルが提供された。
- 第一回配信「杏里の記憶」(2001.06.25 配信)
- 第二回配信「ひと夏の蜃気楼」(2001.09.17 配信)
- 第三回配信「がんばれ!ニコル!前編」(2002.05.18 配信、現在は中編と統合)
- 第四回配信「がんばれ!ニコル!前編・中編」(2004.07.02 配信)
- 第五回配信「がんばれ!ニコル!後編」(2004.07.26 配信)

また、リメイク版のan epicでは、標準収録となっている。

## スタッフ
- 企画原案：とい天津
- 原画・キャラクターデザイン：K.TEN
- 音楽：雑音工房NOISE
- シナリオ：高尾登山、星空めてお、睦月たたら

## メディア展開
百合漫画雑誌「百合姉妹」（「百合姫」の前身）にライアーソフトによる連載記事が掲載され、原画・キャラクターデザインのK.TENによる読み切り漫画1本も掲載された。

## 評価
アダルトゲーム雑誌「BugBug」の2002年4月号に掲載された企画「言いたいホーダイ2001年 編集部㊙座談会」において、当時同誌の編集部に所属していたでは、2001年に発売された作品の中で3番目によかった作品のうちの一つとして本作を挙げている（ほかは『自慰倒錯』と『捕われた硝子の心』）。
では座談会の中で、ライアーソフトが同じ年に発売した『ラブ・ネゴシエイター』と本作を比較し、本作には一つの場所にキャラクターが集まってにぎやかに騒ぐという楽しさがあったと話している。